# Giordania
La Giordania (in arabo الأردن‎?, Al-ʾUrdunn), ufficialmente Regno Hascemita di Giordania (in arabo لمملكة الأردنية الهاشمية‎?, Al-Mamlakah al-’Urdunniyyah Al-Hašimiyyah), è un paese arabo del Medio Oriente. È situato nella regione del Levante, sulla sponda orientale del fiume Giordano, e confina con l'Arabia Saudita a sud e a est, l'Iraq a nord-est, la Siria a nord e la Cisgiordania, Israele e il Mar Morto a ovest. Ha una costa di 26 km sul golfo di Aqaba nel Mar Rosso a sud-ovest. Il golfo di Aqaba separa la Giordania dall'Egitto. Amman è la capitale e la città più grande della Giordania, nonché il suo centro economico, politico e culturale.
La Giordania moderna è stata abitata dall'uomo sin dal Paleolitico. Alla fine dell'età del bronzo emersero tre regni stabili: Ammon, Moab ed Edom. I governanti successivi includono l'Impero assiro, l'Impero neo-babilonese, il Regno nabateo, l'Impero achemenide, l'Impero romano, i califfati Rashidun, omayyade e abbaside e l'Impero ottomano. Nel 1921, in seguito alla rivolta araba contro gli ottomani nell'ambito della prima guerra mondiale, venne fondato dagli hashemiti l'Emirato di Transgiordania, posto sotto protettorato britannico. Nel 1946 la Giordania divenne indipendente e nel 1949 annesse la Cisgiordania, persa nella guerra dei sei giorni e poi rinunciata nel 1988. La Giordania è un membro fondatore della Lega araba e dell'Organizzazione per la Cooperazione Islamica. Lo Stato sovrano è una monarchia costituzionale, ma il re detiene ampi poteri esecutivi e legislativi.
La Giordania è caratterizzata da un clima semi-arido, che copre un'area di 89 342 km², con una popolazione di 10 milioni, rendendolo l'undicesimo paese arabo più popoloso. Gli arabi costituiscono il gruppo etnico dominante e la religione principale è l'islam sunnita, con un'importante minoranza cristiana. La Giordania è stata più volte definita "oasi di stabilità" nella turbolenta regione del Medio Oriente. Fin dal 1948, la Giordania ha accolto rifugiati provenienti da più paesi vicini in conflitto. Secondo un censimento del 2015, in Giordania sono presenti circa 2,1 milioni di palestinesi e 1,4 milioni di siriani. Il regno è anche un rifugio per migliaia di cristiani iracheni fuggiti dall'instabilità del proprio paese seguita alla seconda guerra del Golfo. Mentre la Giordania continua ad accettare rifugiati, il recente grande afflusso dalla Siria ha messo a dura prova le risorse e le infrastrutture nazionali.
La Giordania ha un alto indice di sviluppo umano, classificandosi al 102º posto, ed è considerata un'economia a reddito medio-alto. L'economia della Giordania, una delle più piccole della regione, attrae gli investitori stranieri grazie a una forza lavoro qualificata. Il paese è una delle principali destinazioni turistiche, attirando anche il turismo medico grazie al suo settore sanitario ben sviluppato. Tuttavia, la mancanza di risorse naturali, l'ampio flusso di rifugiati e le turbolenze regionali hanno ostacolato la crescita economica.

## Etimologia
La Giordania prende il nome dal fiume Giordano che forma gran parte del confine nord-occidentale del paese. Sebbene siano state proposte diverse teorie sull'origine del nome del fiume, è molto plausibile che derivi dalla parola ebraica Iarad (in ebraico ירד‎?), che significa «il discendente», che riflette il declivio del fiume. Gran parte dell'area che costituisce la moderna Giordania era storicamente chiamata Transgiordania, che significa «oltre il Giordano», usata per indicare le terre a est del fiume. La Bibbia ebraica si riferisce all'area come עבר הירדן, Ever ha'Iarden, lett. «L'altra sponda del Giordano». Le prime cronache arabe si riferivano al fiume come Al-Urdunn, corrispondente all'ebraico Iarden. Ĝund Al-Urdunn era un distretto militare intorno al fiume all'inizio dell'era islamica. Più tardi, durante le Crociate all'inizio del secondo millennio, una signoria si insediò nella zona con il nome di Oultrejordain.

## Storia

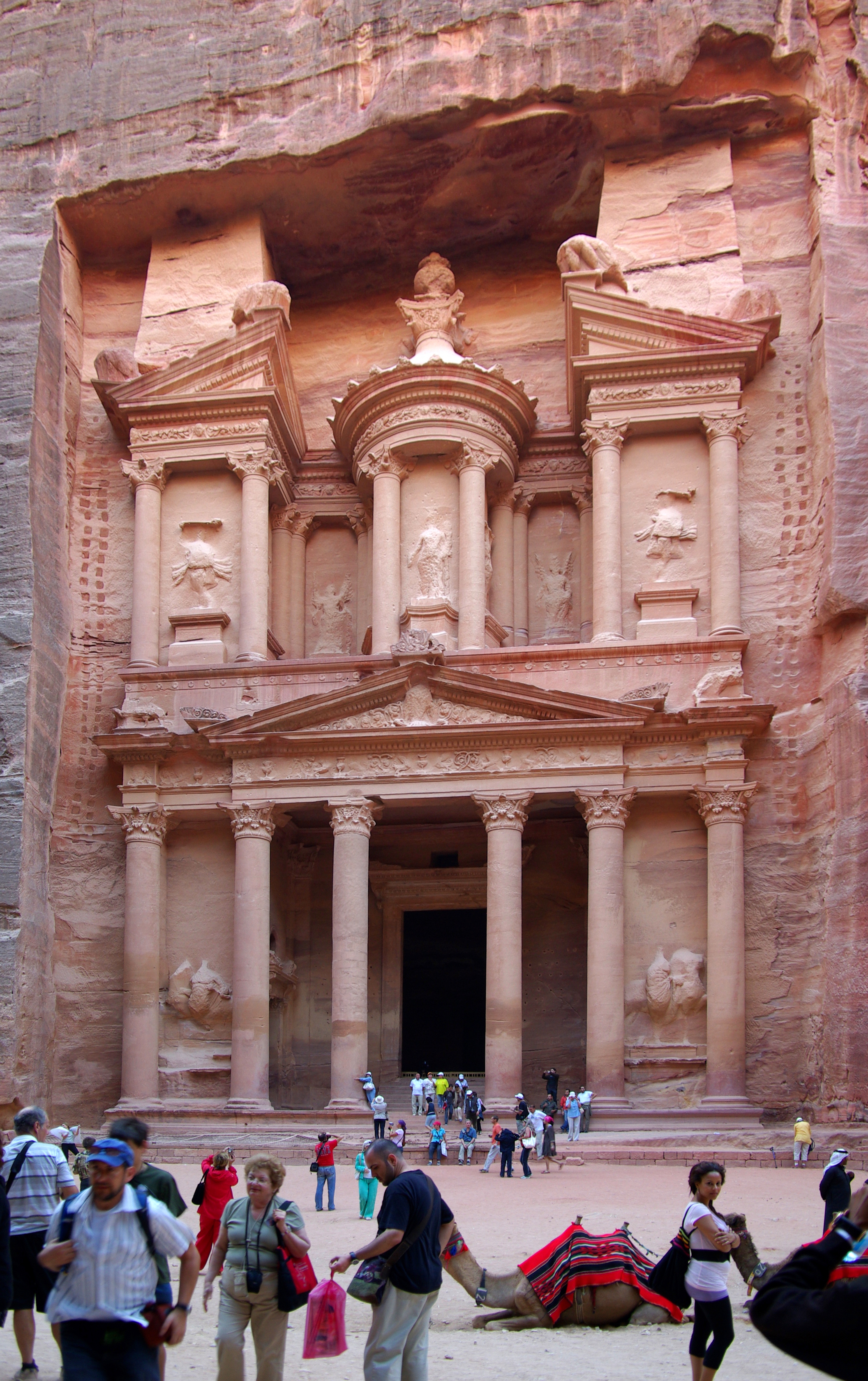
El Khasneh al Faroun, nel sito archeologico di Petra

## Geografia
Situata nella regione storica della Mezzaluna Fertile, la Giordania è in gran parte costituita da deserti e ampi altopiani. Si può dividere in tre zone principali: la valle del Giordano, l'altopiano della Transgiordania e il deserto siriano. L'altopiano della Transgiordania corrisponde alla zona dove sono situati i principali centri urbani, Amman, al-Zarqa, Irbid e al-Karak e rappresenta la zona più abitata del paese. La regione desertica occupa circa i due terzi del Paese e ospita la cima più alta della Giordania, il Jebel Rum. Il più alto monte della Giordania secondo lo Shuttle Radar Topography Mission sarebbe il Jebel Umm al-Dami.

### Idrografia
L'unico fiume di rilievo è il Giordano, storicamente conteso con Israele, che sfocia nel Mar Morto. Lo sbocco meridionale sul Mar Rosso ha come porto principale Aqaba. I più grandi affluenti del fiume Giordano sono lo Yarmuk e lo Zarqa. Il lago più esteso del paese è il Mar Morto.

### Clima
Il clima è di tipo mediterraneo nelle regioni a ovest e nord della valle del Giordano, con inverni mediofreddi e umidi ed estati calde e asciutte, raggiungendo temperature che superano i 35 °C. Raramente in inverno è presente la neve. Le precipitazioni piovose raggiungono circa i 600 mm annui. Nelle regioni desertiche del sud e del sud-est invece il clima è prevalentemente arido. Le precipitazioni sono scarse, inferiori ai 50 mm, le estati sono roventi con temperature che superano i 40 °C e durante il periodo invernale arrivano i venti umidi del Mediterraneo orientale.

## Società

### Composizione etnica

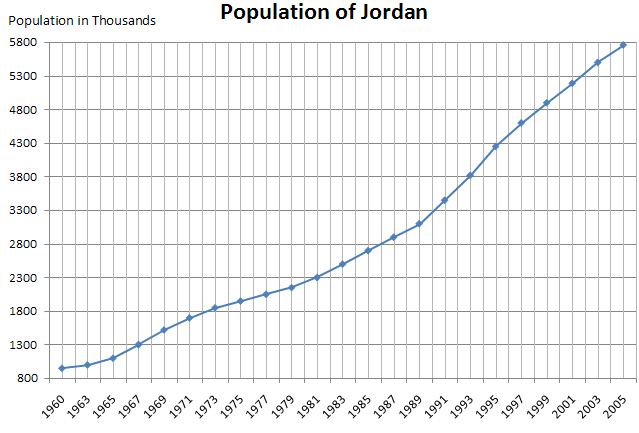
La popolazione giordana dal 1960 al 2005

La Giordania ha una popolazione di circa 10,4 milioni di abitanti, per la stragrande maggioranza arabi. Gran parte dei giordani è di origine palestinese e discende dai rifugiati giunti in seguito alla guerra arabo-israeliana del 1948 e a quella del 1967. Minoranza influente nella società giordana sono i beduini, concentrati prevalentemente nelle zone desertiche del paese. Il paese è sede di cospicue minoranze etniche: i circassi, i ceceni, i dom e gli armeni. Il paese ospita centinaia di migliaia di rifugiati iracheni e siriani e di lavoratori egiziani

### Lingue
La lingua ufficiale del regno è l'arabo; l'arabo standard è usato in diglossia perlopiù con l'arabo levantino o con l'arabo najdi tra i beduini. L'uso dell'inglese è molto diffuso in ambito governativo, culturale e sociale. Entrambe le lingue sono obbligatorie nelle scuole pubbliche e private.

### Religioni

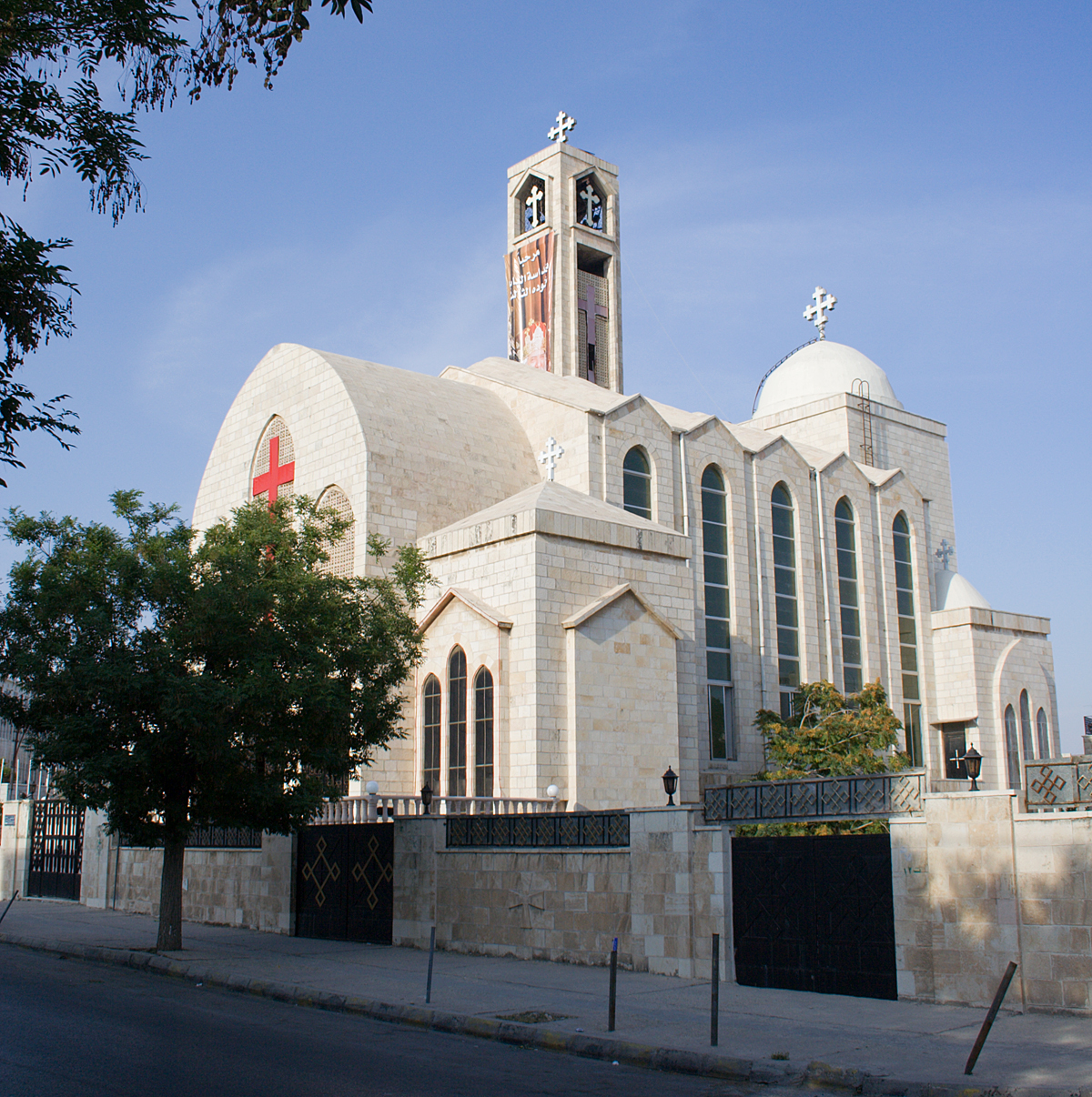
Una chiesa ad Amman

Secondo le stime del 2001 il 92% della popolazione giordana è composta da musulmani sunniti e il 6% da cristiani di varie confessioni (in maggioranza greco-ortodossi, con minoranze cattoliche, copte, ortodosse siriache, apostoliche armene e protestanti). Vi sono comunità di drusi nelle città di Azraq, Amman e al-Zarqa. Nel villaggio di 'Adasiyya vi è invece una comunità Bahá'í.

## Ordinamento dello Stato

### Suddivisioni amministrative

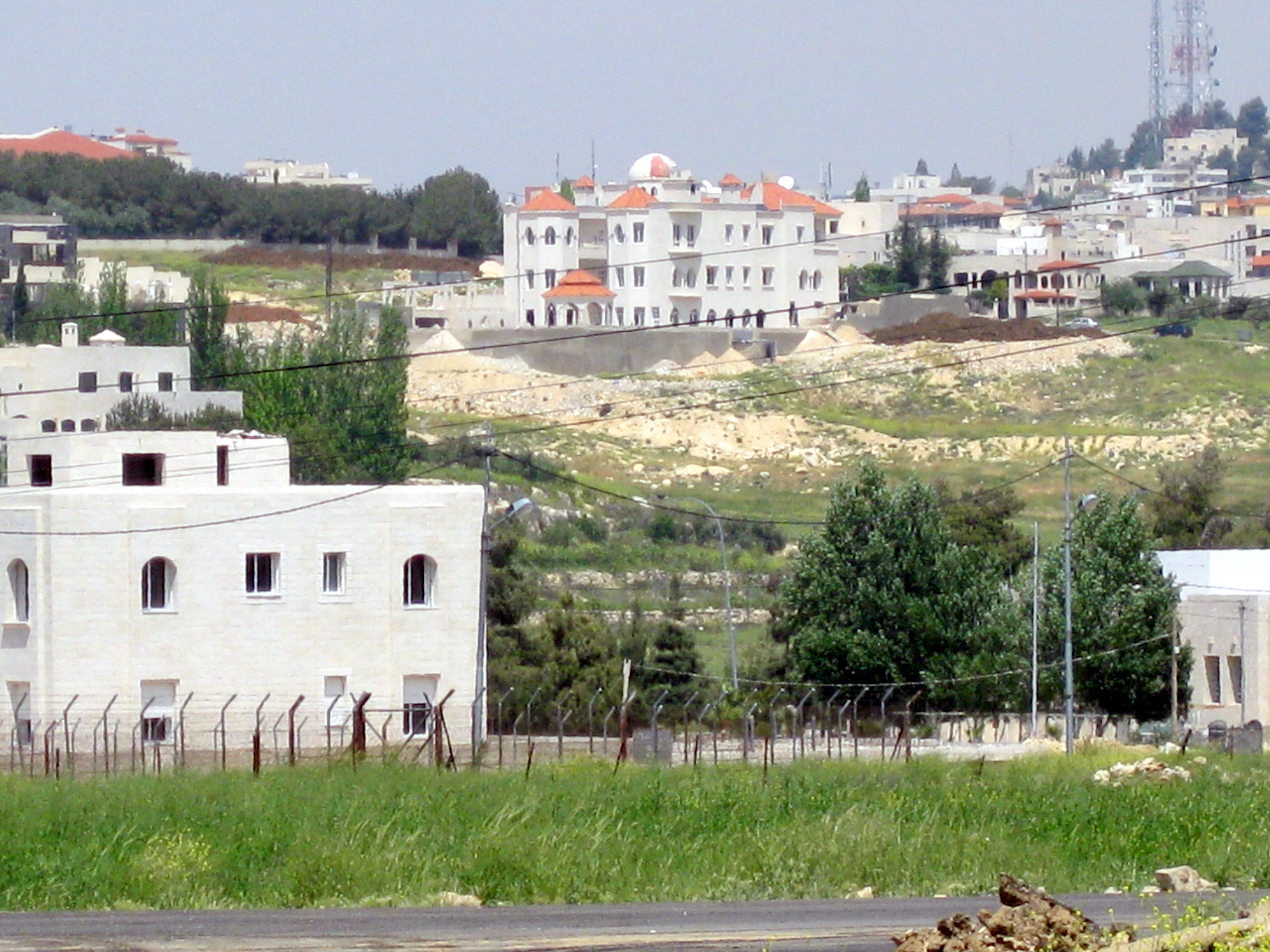
La primavera ad Amman

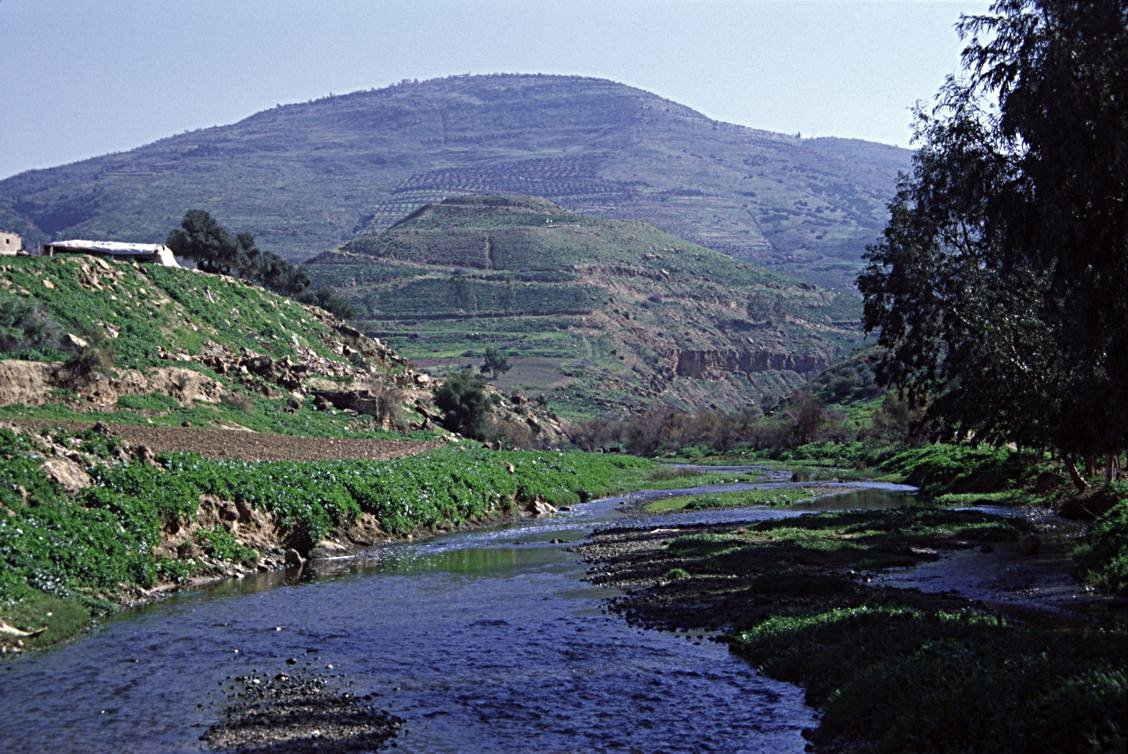
Le montagne di Jerash

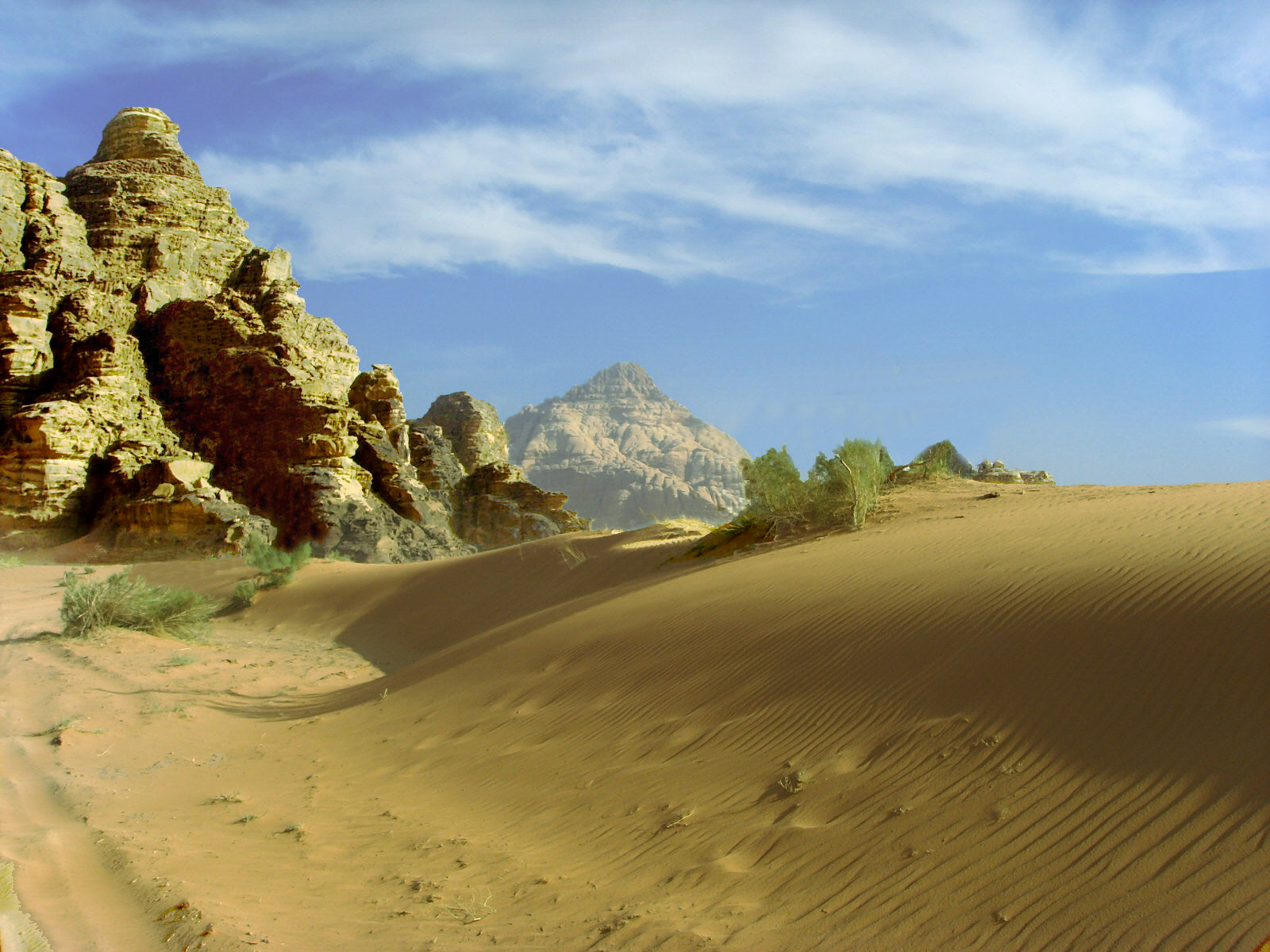
Wadi Rum nel Governatorato di Aqaba

La Giordania è suddivisa in 12 governatorati (muhāfaẓāt, singolare: muhāfaẓa), con a capo un governatore nominato dal re:
| Provincia                          | Popolazione (stima 2008) | Città capoluogo | Popolazione (metropolitana, stima 2008) |
| ---------------------------------- | ------------------------ | --------------- | --------------------------------------- |
| Governatorato di Ajlun             | 118 496                  | Ajlūn           | 8 161                                   |
| Governatorato di Amman             | 1 939 405                | Amman           | 1 135 733                               |
| Governatorato di Aqaba             | 107 115                  | al-ʿAqaba       | 95 408                                  |
| Governatorato di Balqa             | 349 580                  | al-Salt         | 87 778                                  |
| Governatorato di Irbid             | 950 700                  | Irbīd           | 650 000                                 |
| Governatorato di Jerash            | 156 680                  | Jarash          | 39 540                                  |
| Governatorato di al-Karak          | 214 225                  | al-Karak        | 22 580                                  |
| Governatorato di Ma'an già Nabatea | 103 920                  | Maʿān           | 30 050                                  |
| Governatorato di Madaba            | 135 890                  | Madaba          | 83 180                                  |
| Governatorato di al-Mafraq         | 245 670                  | al-Mafraq       | 56 340                                  |
| Governatorato di al-Tafila         | 81 000                   | Tafīla          |                                         |
| Governatorato di al-Zarqa          | 838 250                  | al-Zarqāʾ       | 447 880                                 |

I Governatorati sono l'unico ente di governo per tutti i ministeri e per i progetti di sviluppo nei rispettivi territori. I Governatorati si suddividono in circa 52 nahia.

### Città principali
- Amman, capitale.
- Irbid
- al-Zarqa
- Aqaba, unico porto nazionale.
- Al-Salt, capitale dal 1922 al 1924
- Madaba, importante centro storico e culturale
- Jerash'
- Ma'an
- al-Karak, nota per la fortezza.
- Ra's al-Naqb

## Politica

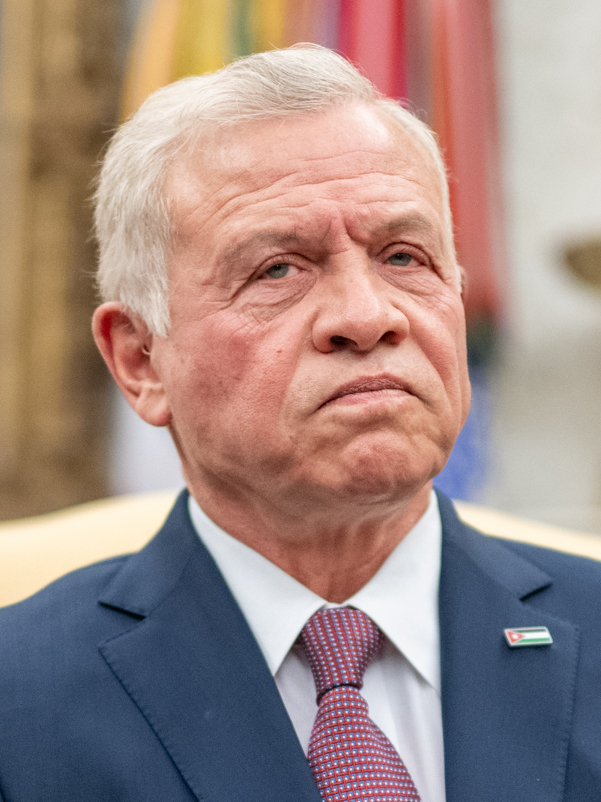
Re ʿAbd Allāh II di Giordania

La Giordania è una monarchia costituzionale sulla base della Costituzione promulgata l'8 gennaio 1952 (vedi democrazia islamica).
I sovrani della Giordania dal 1946 a oggi sono:
- ʿAbd Allāh I (1946 - 20 luglio 1951)
- Talāl (20 luglio 1951 - 11 agosto 1952)
- Husayn (11 agosto 1952 - 7 febbraio 1999)
- ʿAbd Allāh II (7 febbraio 1999 - in carica)

Il potere esecutivo è detenuto dal re e dal suo consiglio dei ministri, presieduto da un primo ministro di nomina regia. Il re firma le leggi, può porre un veto che può essere superato dai due terzi di entrambe le camere che compongono l'Assemblea Nazionale, nomina e rimuove i giudici per decreto, approva gli emendamenti alla Costituzione, dichiara guerra e comanda le forze armate.
Il Consiglio dei ministri, guidato da un Primo ministro, è nominato dal re, che può revocare i ministri su richiesta del Primo ministro. Il consiglio è responsabile di fronte alla Camera che può costringerlo alle dimissioni con una mozione di sfiducia votata dai due terzi dei deputati. L'attuale Primo ministro è Jafar Hassan, in carica dal 12 settembre 2024.
Il potere legislativo spetta all'Assemblea Nazionale (Majlis al-Umma). L'Assemblea Nazionale è composta da:
- Camera dei deputati (Majlis al-Nuwwāb), con 110 membri, di cui 104 eletti ogni quattro anni in altrettanti collegi e sei donne elette da uno speciale collegio elettorale. Nove e tre seggi della Camera sono riservati rispettivamente ai cristiani e a ceceni/circassi.
- Assemblea dei Notabili (Majlis al-Aʿyān), ossia il Senato, composta da non più della metà dei membri della Camera (quindi 55) già nel servizio pubblico, nominati dal re per un mandato di 8 anni.

Il Parlamento ha scarsi poteri di controllo sul sovrano.
Il potere giudiziario prevede tre tipi di tribunali: civili, religiosi e speciali. Il re nomina e revoca i giudici per decreto, ma la costituzione ne garantisce la soggezione solo alla legge e in pratica sono controllati da un Consiglio Giudiziario Superiore. I tribunali civili sono competenti in materia civile e penale e operano in base ai codici (civil law). I tribunali religiosi sono competenti in materia di statuto personale e operano in base al diritto coranico (shari'a) o al diritto canonico. I tribunali speciali sono competenti in materia costituzionale o in materia fiscale.
Nonostante le riforme seguite alle manifestazioni dell'aprile 1989, il multipartitismo (legalizzato nel 1992) è ancora sottosviluppato. Benché esistano una trentina di partiti di varia ideologia (sinistra, panarabismo, islamismo, conservatorismo), il solo partito politico rappresentato in Parlamento (all'opposizione) è il Fronte islamico d'azione (Islamic Action Front - IAF), braccio politico dei Fratelli Musulmani in Giordania.
La politica estera si muove all'interno di un moderato panarabismo, ma con solidi agganci occidentali.
Nel febbraio 2015 dopo l'uccisione del pilota giordano Mu'adh al-Kasasbeh, bruciato vivo dall'ISIS, la Giordania ha dichiarato guerra allo Stato Islamico.

## Istituzioni

### Università
Nell'ambito universitario ricordiamo l'Università di Giordania, fondata nel 1962.

### Forze armate
L'esercito della Giordania conta poco più di 100 000 unità in servizio, per lo più forze di terra, di cui 14 000 forze speciali altamente addestrate, più 65 000 riservisti. Nonostante ciò, la Giordania partecipa a diverse operazioni di peacekeeping delle Nazioni Unite, ed è uno dei primi Paesi al mondo per numero di soldati impegnati in missioni internazionali. Possiede 1 321 carri armati (quasi tutti britannici), 461 semoventi d'artiglieria, 88 semoventi lanciarazzi, 72 cannoni e 4 600 blindati.
La Royal Jordanian Air Force o Royal Jordanian Air Force (RJAF) è la componente aerea delle forze armate di Giordane.
La Regia forza navale militare giordana, in arabo القوة البحرية الملكية الأردنية?, Al-Quwwat al-Baḥrīyah al-Malikiyya al-Urdunniyya, è la componente navale delle forze armate dello Stato della Giordania.
La Giordania istituì una piccola guardia costiera nel 1951 per sorvegliare il suo ridotto accesso marittimo al golfo di Aqaba nonché il bacino lacustre del Mar Morto. La guardia costiera fu infine espansa nell'organico e trasformata in forza militare navale nel 1991, pur rimanendo dotata solo di imbarcazioni leggere per la sorveglianza costiera; la Forza navale è la componente numericamente più piccola delle Forze armate giordane (Al-Quwwāt al-Musallahat al-Urdunniyya).

## Economia
La Giordania, sebbene stia attraversando un periodo di buona crescita del PIL, soffre dell'aridità dei suoi territori, che costringe l'agricoltura a svilupparsi su spazi assai esigui.
Il Paese è privo di giacimenti petroliferi e attualmente importa il 98% del fabbisogno energetico nazionale. Da sottolineare, tuttavia, un importante accordo tra la Giordania e il vicino Iraq: in cambio dell'importazione di petrolio, le merci irachene hanno accesso al porto Giordano di Aqaba. È prevista, inoltre, la costruzione di un oleodotto tra i due Stati che hanno annunciato un accordo. È stato inoltre annunciato un importante piano di investimento da parte del governo giordano sulle energie rinnovabili (eolico ed energia solare).
Il PIL giordano vede il settore terziario (o dei servizi) al 66,6%, il settore secondario (industriale) al 28,8% e quello primario (dell'agricoltura) al 4,5%.
Il mercato immobiliare giordano è stato colpito da un forte calo di richieste, come parte delle implicazioni della crisi finanziaria mondiale. Secondo fonti del regno hashemita, progetti immobiliari del valore di 3 miliardi di euro sono stati rinviati. Zuhair al-Amri, presidente della Società Investimenti immobiliari, ha dichiarato che il calo del mercato immobiliare giordano ha avuto inizio nel 2007, ma che la situazione è peggiorata, alla luce della crisi finanziaria mondiale nel 2008.
Il turismo ricopre un ruolo importante sull'economia nazionale. Sono da ricordare il sito di Petra, le località termali del mar Morto, la città di origine greca Gerasa e la località marina di Aqaba, con unico sbocco al mare il (Mar Rosso). Il deserto del Wadi Rum, famoso per diversi film (tra cui Lawrence d'Arabia e Sopravvissuto - The Martian), offre paesaggi mozzafiato e la possibilità di pernottare nel deserto nelle tende beduine.
Monumenti: Castelli del deserto, Pella, Petra, Piccola Petra, Quwaylibah.
La valuta della Giordania è il dinaro giordano (JOD) (1 JOD=1,32 EUR).

### Tassazione
In Giordania, dal 2019, vige un'imposta progressiva sul reddito (precisamente elencata nella tabella sottostante, in dinari). All'imposta sul reddito si aggiunge un'imposta di "Contribuzione nazionale" in generale dell'1%, ma che è pari al 3% per banche e società elettriche, al 4% per gli altri operatori finanziari, al 7% per le attività minerarie e al 2% per le telecomunicazioni e le assicurazioni. Inoltre è prevista un'ulteriore deduzione di mille dinari per le spese mediche e di istruzione, gli affitti e gli interessi sui mutui a scopo residenziale, debitamente documentate.
| Reddito (in dinari) | Aliquota |
| Da 0 a 5 000        | 5%       |
| Da 5 000 a 10 000   | 10%      |
| Da 10 000 a 15 000  | 15%      |
| Da 15 000 a 20 000  | 20%      |
| Da 20 000 a 1 000   | 25%      |
| Oltre 1 000         | 30%      |

## Trasporti

### Aeroporti
Aeroporto di Amman: Queen Alia International Airport (IATA: AMM, ICAO: OJAI), Marka International Airport (IATA: ADJ, ICAO: OJAM).
Aeroporto di Aqaba: King Hussein International Airport (IATA: AQJ, ICAO: OJAQ).
La compagnia aerea di bandiera è la Royal Jordanian.

### Sistema stradale
Il sistema stradale della Giordania, è ben sviluppato e costituisce la spina dorsale del trasporto nazionale. Il Paese dispone di un'ampia rete di autostrade e strade che collegano tutte le maggiori città e regioni, facilitando il commercio interno e l'accesso ai paesi vicini.
La Giordania ha investito significativamente nell'espansione e nel miglioramento delle sue infrastrutture stradali per sostenere il proprio sviluppo economico e accogliere l'aumento del traffico veicolare. Questo include la costruzione di nuove autostrade, il miglioramento delle strade esistenti e l'introduzione di misure di sicurezza stradale.
Un elemento chiave del sistema stradale giordano è l'autostrada del Deserto, che collega la capitale Amman con le città meridionali e i porti sul Mar Rosso, facilitando il commercio e il turismo. Un altro corridoio importante è l'autostrada del re Abdullah II, che migliora il collegamento tra la Giordania e l'Iraq. Circa l'80% delle strade giordane sono asfaltate.

### Sistema ferroviario
La rete ferroviaria giordana non è particolarmente estesa se confrontata con quelle di altri Paesi, ma ha un'importanza storica e strategica. La ferrovia Hejaz è probabilmente il più famoso componente del sistema ferroviario giordano. Costruita agli inizi del XX secolo per collegare Damasco, in Siria, con Medina, in Arabia Saudita, attraversando la Giordania, la ferrovia Hejaz aveva lo scopo di facilitare il pellegrinaggio dei musulmani alla Mecca e rafforzare l'integrazione dell'Impero ottomano. Sebbene gran parte della ferrovia non sia più in funzione oggi, alcuni tratti in Giordania sono stati restaurati e sono utilizzati per scopi turistici.

## Cultura

### Produzione letteraria
Nel XX secolo si afferma una produzione letteraria giordana con vari autori come Abd al-Rahman Munif (1933-2004), nei cui romanzi analizza, fra l'altro le condizioni politiche e sociali dei paesi arabi.

### Musica

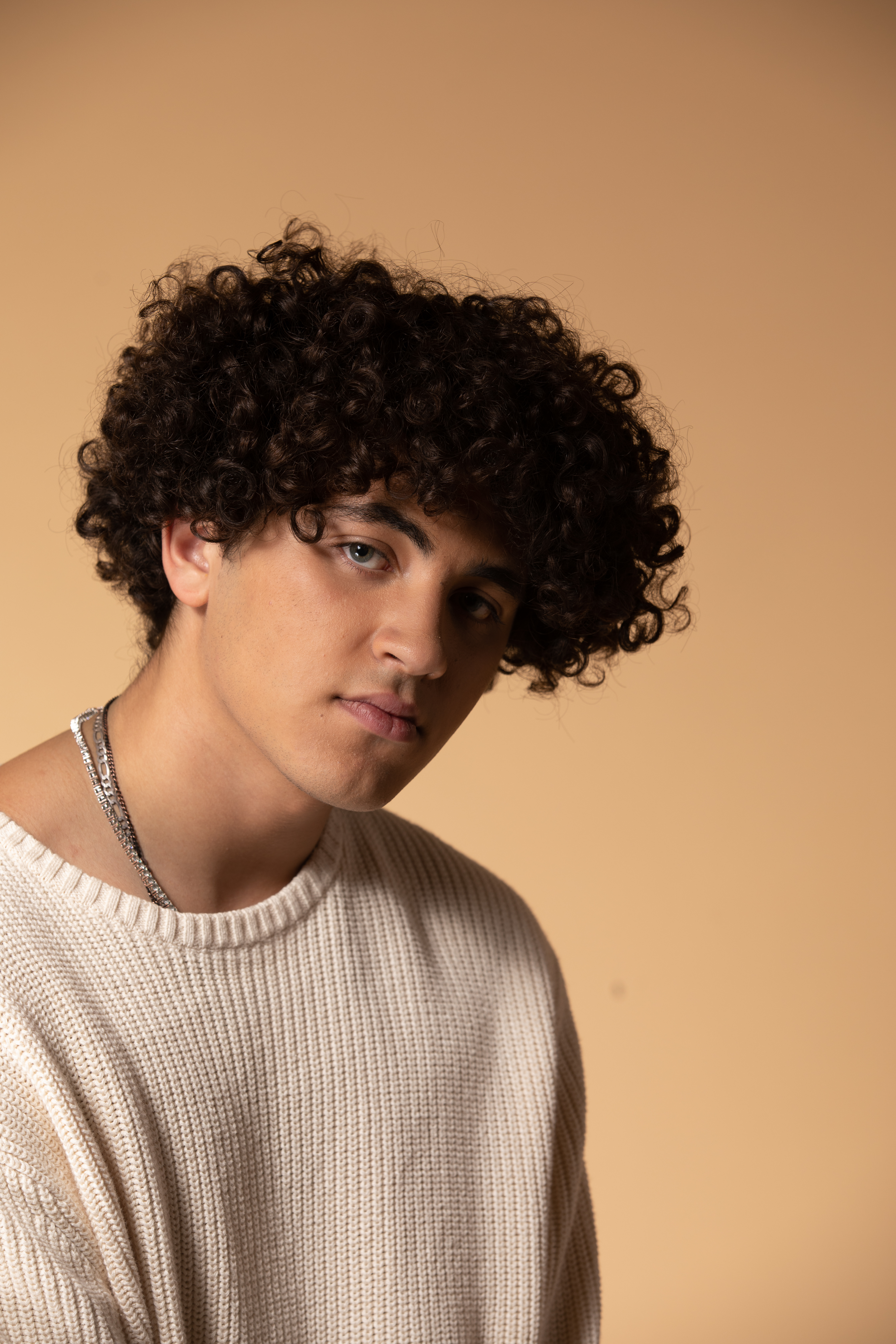
Issam Alnajjar, nel 2021.

Nel contesto musicale si è affermato in campo internazionale il pianista Zade Dirani. Nel panorama internazionale possiamo ricordare anche la figura del cantante Issam Alnajjar.

### Cinema
Riguardo all'aspetto cinematografico, spicca il regista Amin Matalqa, il cui film Captain Abu Raed ha ottenuto diversi riconoscimenti. Diversi riconoscimenti internazionali riguardano anche i cortometraggi come Give Up the Ghost (2019) della regista giordana Zain Duraie. Inoltre un film giordano, nel 2016, è stato candidato per l'Oscar al miglior film straniero: Theeb, del regista britannico-giordano Naji Abu Nowar.

### Patrimoni dell'umanità
La Giordania dispone di un patrimonio culturale rilevante tanto che diversi siti sono entrati a far parte della Lista dei patrimoni dell'umanità dell'UNESCO.

### Gastronomia
In ambito gastronomico tipico piatto nazionale della Giordania è costituito dal mansaf.

### La Giordania nello spazio
- 3 dicembre 2018: viene lanciato JY1-SAT, il primo satellite giordano nello spazio.[32]

## Sport

### Taekwondo
Nella disciplina del taekwondo la Giordania si è affermata in campo internazionale con Ahmad Abughaush, oro olimpico a Rio de Janeiro 2016, nella categoria 68 kg e oro ai World Junior Championships a Sharm el-Sheikh, nella categoria 63 kg, nel 2012. Ahmad Abughaush è il primo atleta del suo paese a vincere un oro olimpico.

### Giochi olimpici
La Giordania ai Giochi olimpici ha vinto tre medaglie: la prima medaglia olimpica fu la medaglia d'oro vinta nel taekwondo da Ahmad Abughaush a Rio de Janeiro 2016.

### Calcio
La Nazionale di calcio della Giordania ha vinto due volte la medaglia d'oro ai Giochi panarabi, nel 1997 e nel 1999. Nel 2024 è stata finalista perdente in Coppa d'Asia e nel 2025 si è qualificata per la prima volta al campionato del mondo.

## Ricorrenza nazionale
- 25 maggio: Eid al-Istiklaal: Giorno dell'indipendenza, dal Regno Unito, nel 1946
- Nota: nel 1946, la Transgiordania ottenne l'indipendenza dal Regno Unito e Abd Allah I di Giordania assunse il titolo di re della Transgiordania.

## Galleria d'immagini

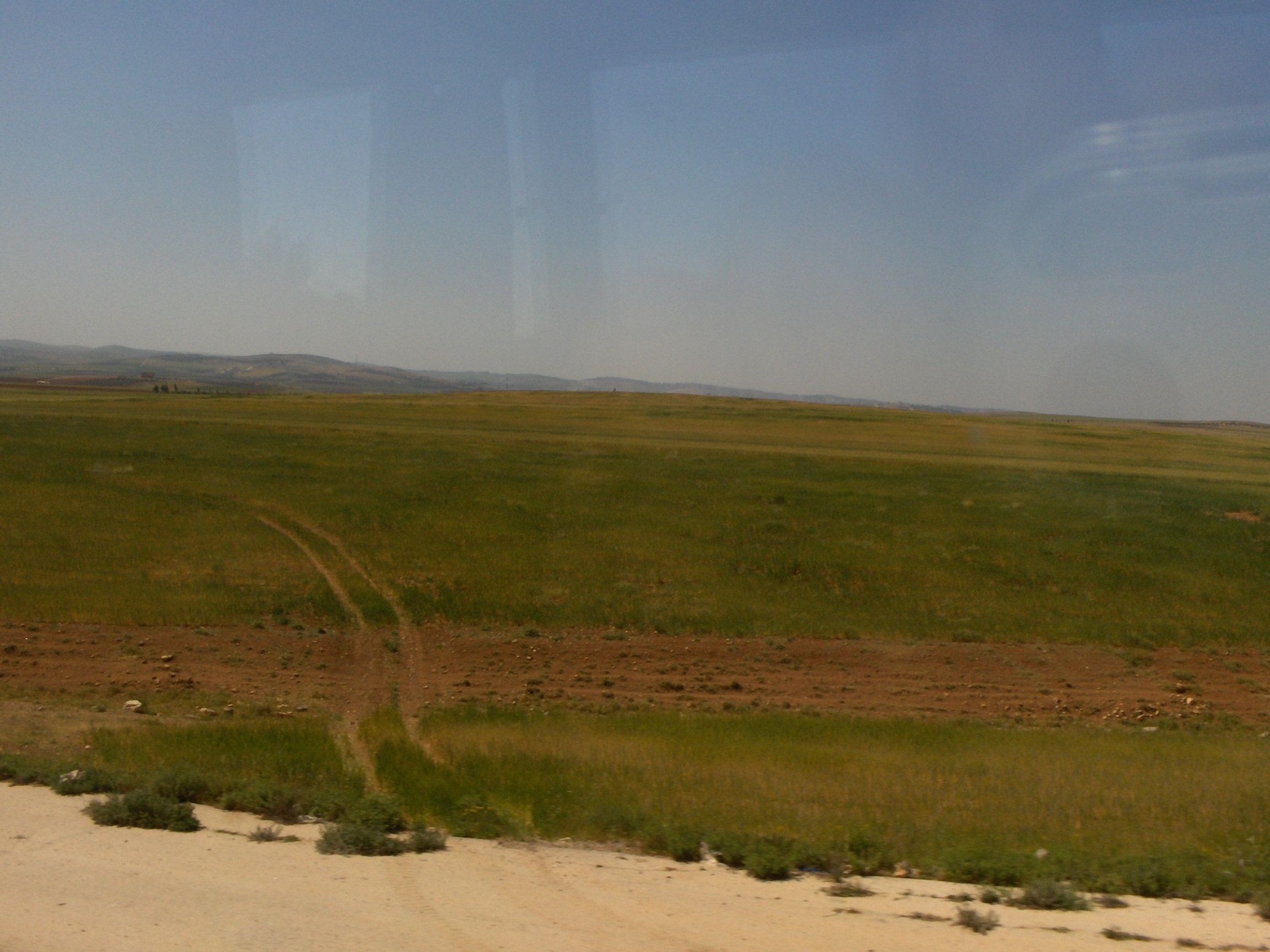
Confine Giordania-Siria a nord di Amman
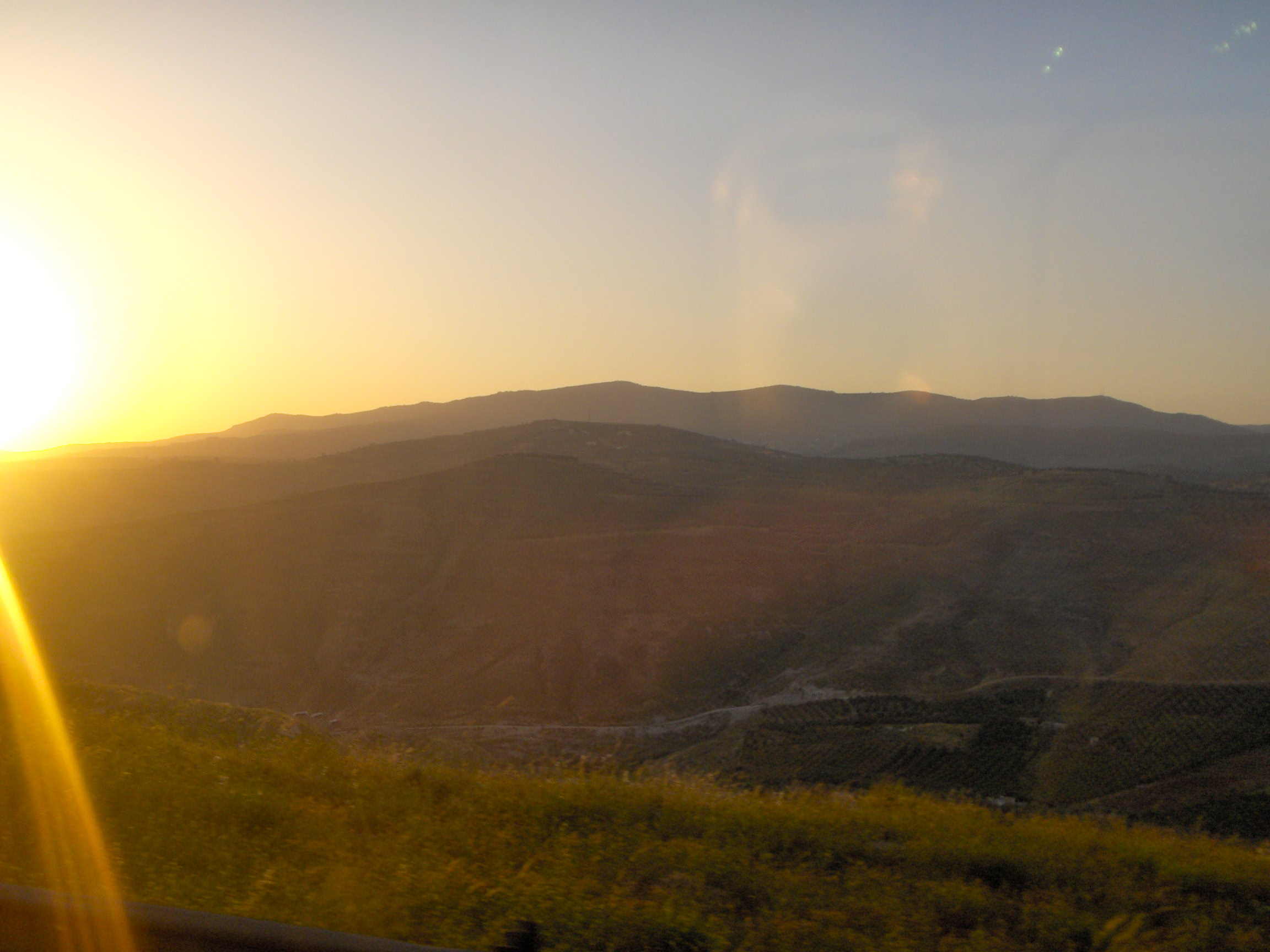
Le colline, a nord nei pressi di Amman
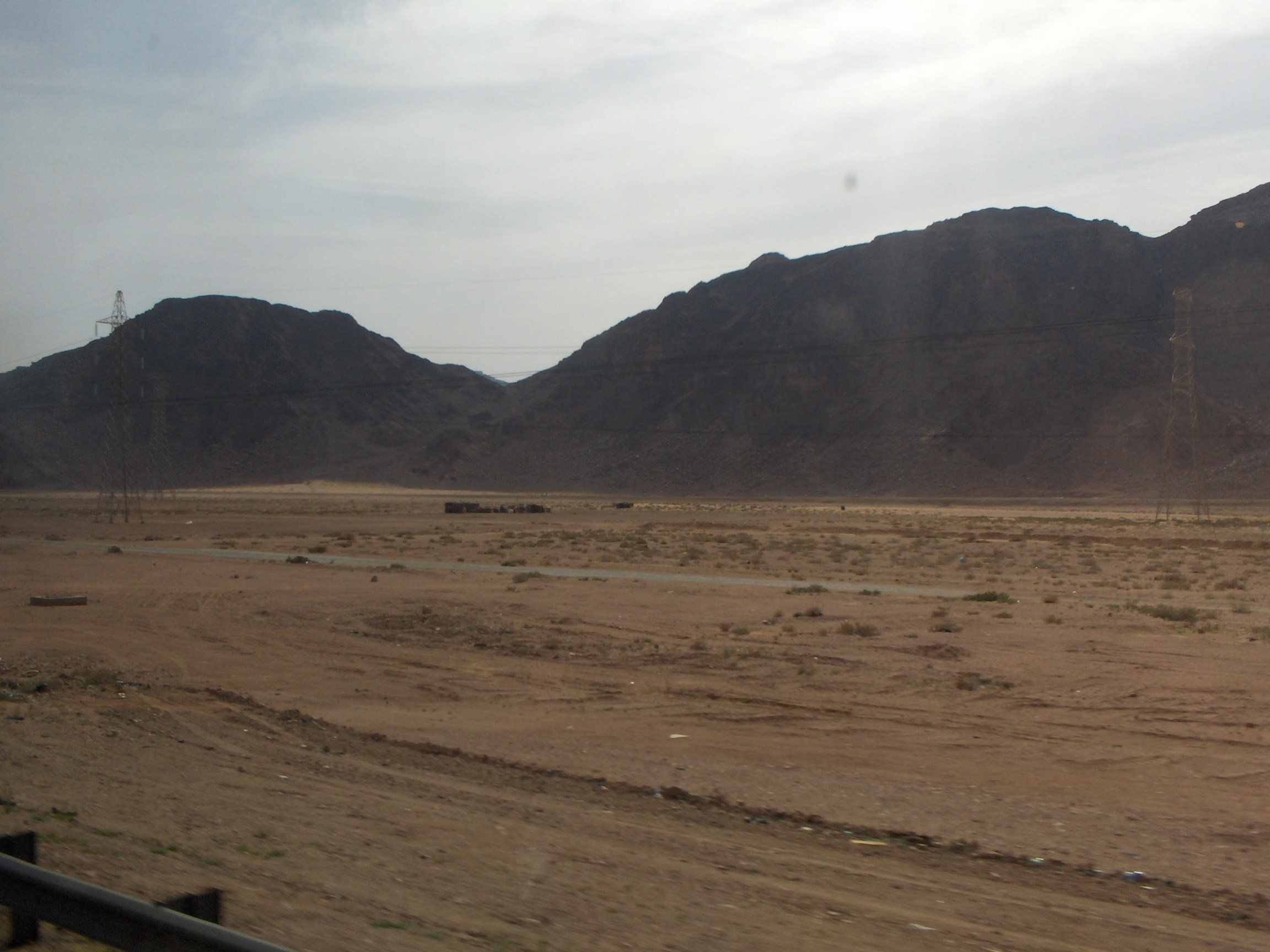
Il deserto a nord di Aqaba
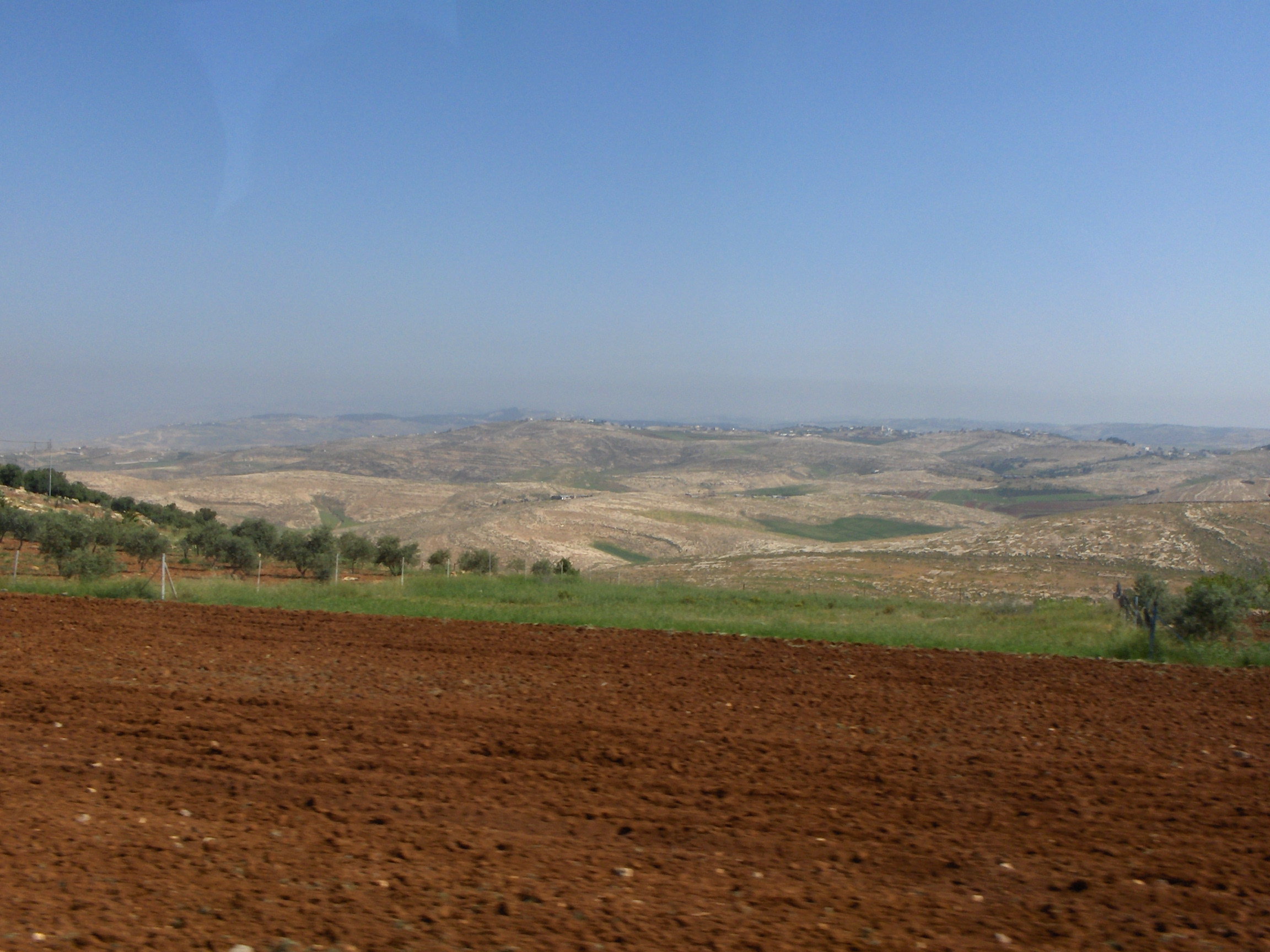
Coltivazioni a sud di Amman
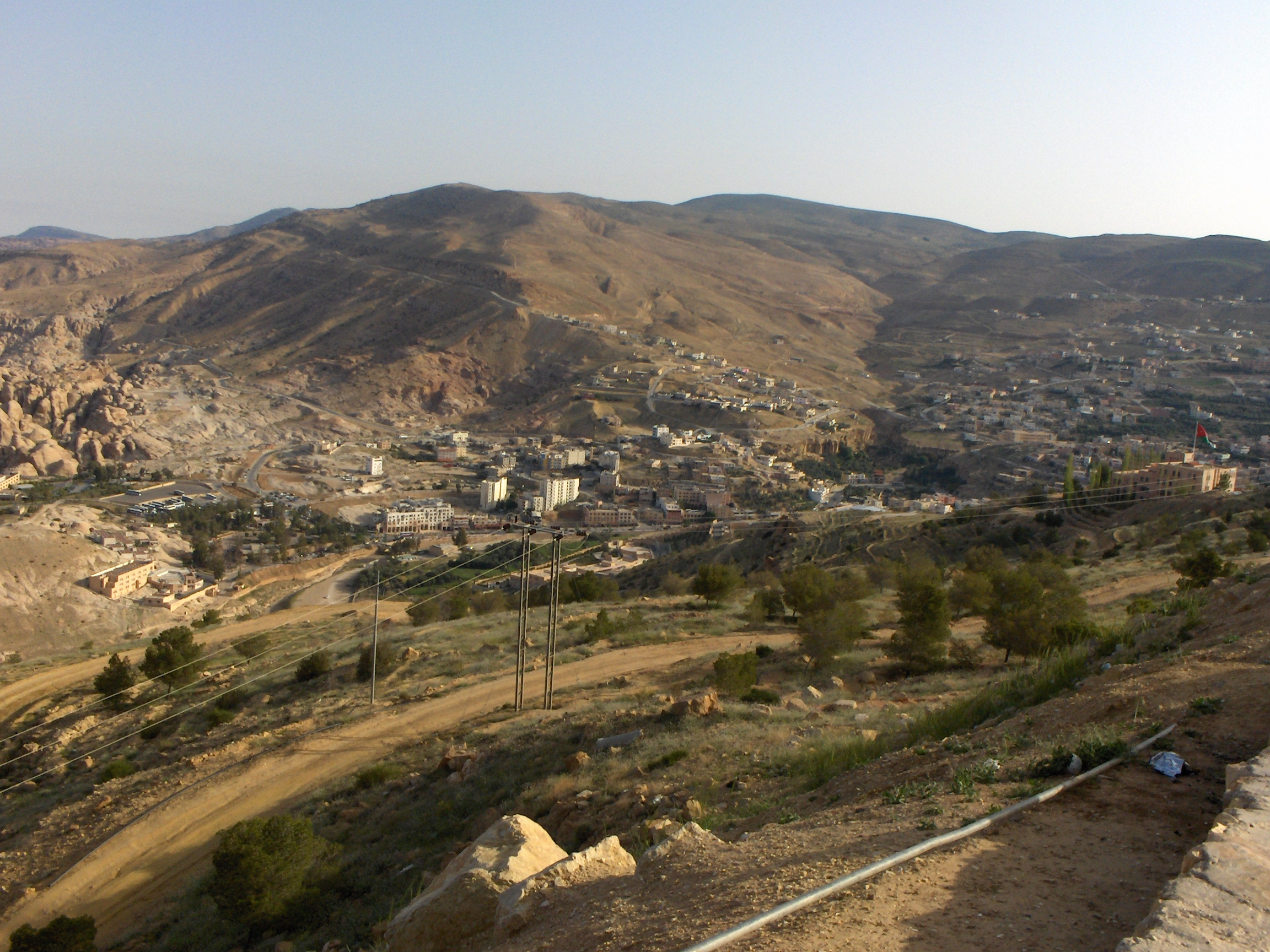
La valle del_Wadi_Musa nei pressi di Petra
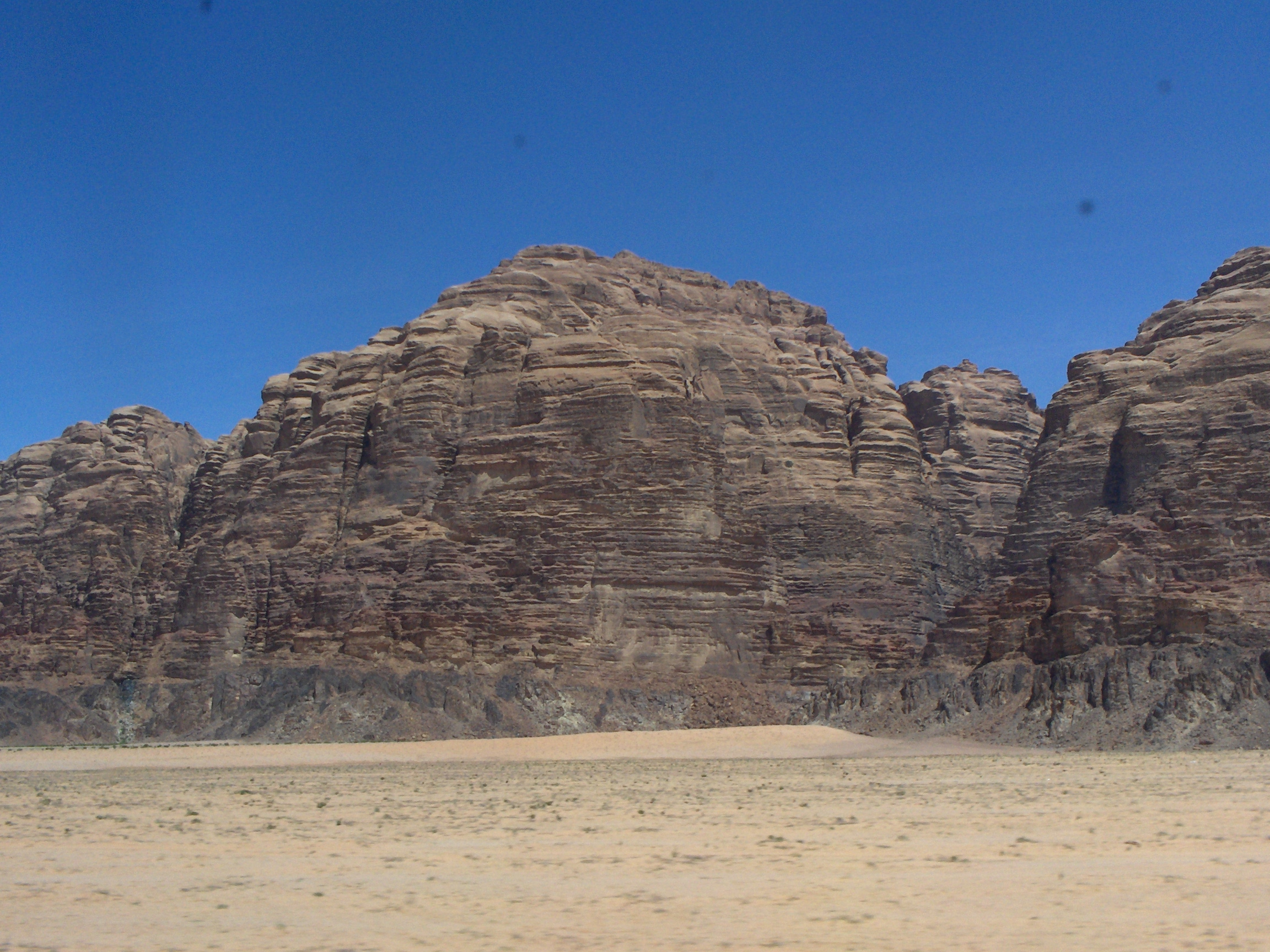
Il deserto del Wadi Rum
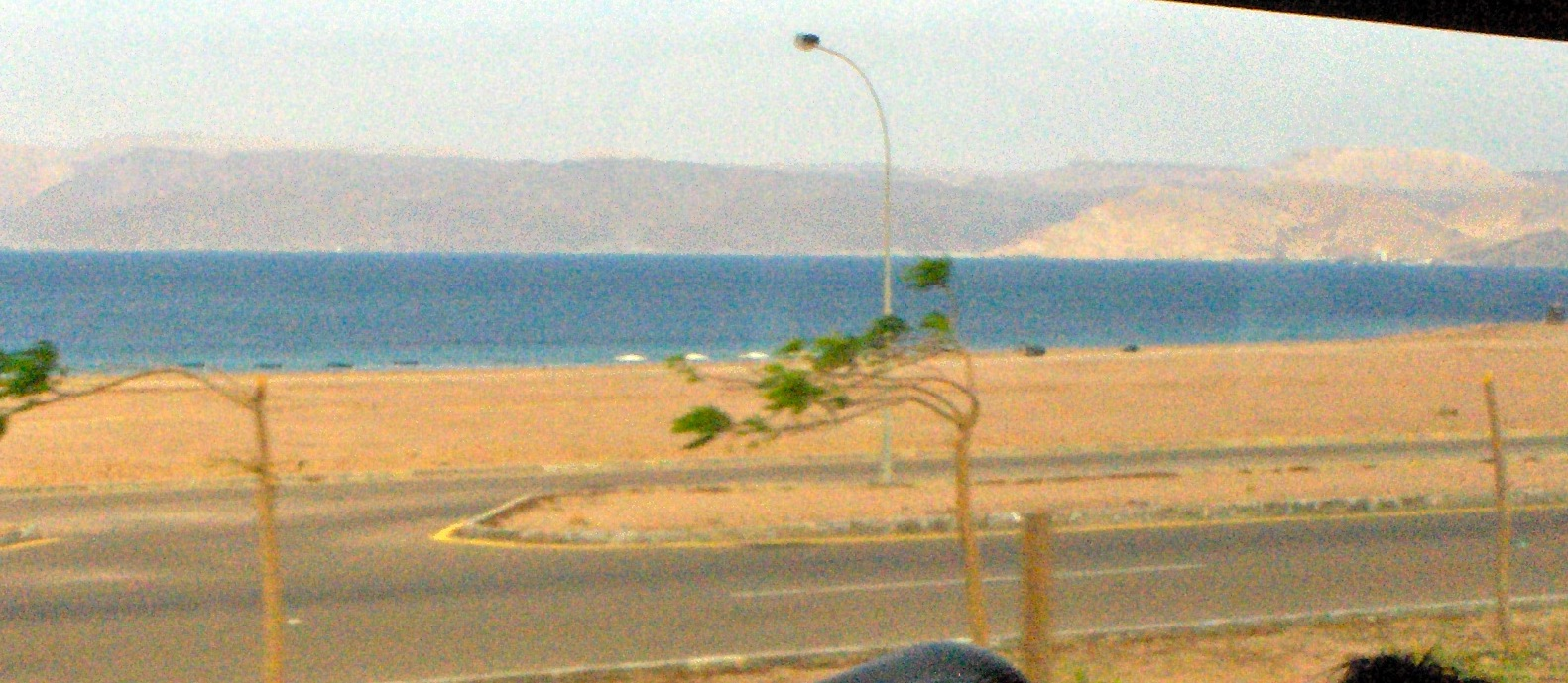
Il Mar Rosso a sud di Aqaba. Sullo sfondo la costa egiziana a sinistra e israeliana a destra
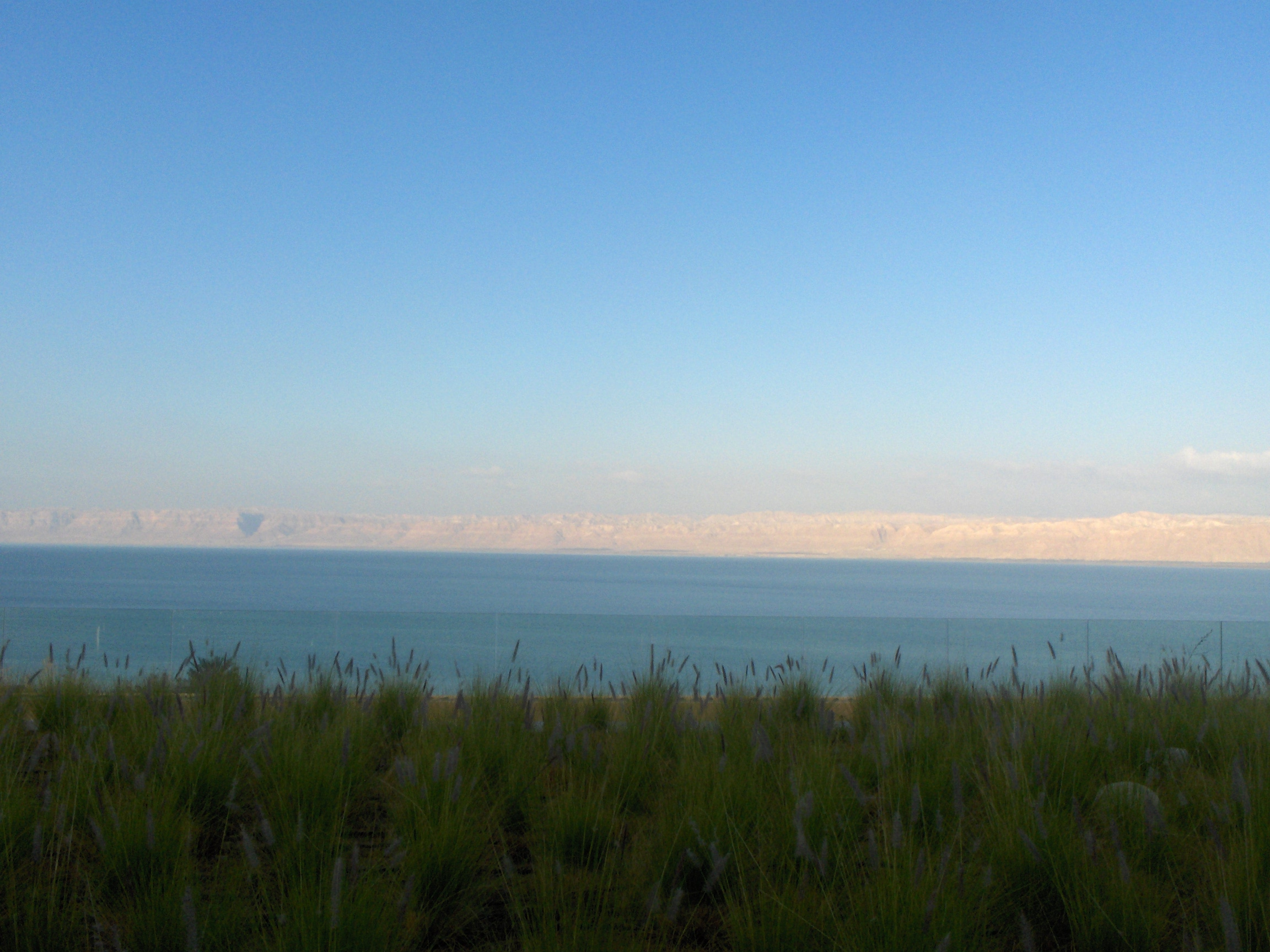
Il Mar Morto nei pressi di Hammamat. Sullo sfondo la costa palestinese.